# Lucinda Williams (atlete)
Lucinda Williams (Savannah, 10 augustus 1937) is een atleet uit de Verenigde Staten van Amerika.
Williams liep op de Olympische Zomerspelen 1956 de 100 meter sprint.
Op de Olympische Zomerspelen van Rome in 1960 liep ze de 200 meter, en nam ze met het Amerikaans estafette-team deel aan de 4x100 meter estafette. Met het estafette-team pakte ze de gouden medaille.
1928: Rosenfeld, Smith, Bell, Cook ·
1932: Carew, Furtsch, Rogers, Von Bremen ·
1936: Bland, Rogers, Robinson, Stephens ·
1948: Stad-de Jong, Witziers-Timmer, van der Kade-Koudijs, Blankers-Koen ·
1952: Faggs, Jones, Moreau, Hardy ·
1956: Strickland, Croker, Mellor, Cuthbert ·
1960: Hudson, Williams, Jones, Rudolph ·
1964: Ciepły, Kirszenstein, Górecka, Kłobukowska ·
1968: Ferrell, Bailes, Netter, Tyus ·
1972: Krause, Mickler-Becker, Richter, Rosendahl ·
1976: Oelsner, Stecher, Bodendorf, Eckert ·
1980: Müller, Wöckel, Auerswald, Göhr ·
1984: Brown, Bolden, Cheeseborough, Ashford ·
1988: Brown, Echols, Griffith-Joyner, Ashford ·
1992: Ashford, Jones, Guidry, Torrence ·
1996: Devers, Miller, Gaines, Torrence ·
2000: Fynes, Sturrup, Davis, Ferguson ·
2004: Lawrence, Simpson, Bailey, Campbell ·
2008: Borlée, Mariën, Ouédraogo, Gevaert ·
2012: Madison, Felix, Knight, Jeter ·
2016: Madison, Felix, Gardner, Bowie ·
2020: Williams, Thompson-Herah, Fraser-Pryce, Jackson ·
2024: Jefferson, Terry, Thomas, Richardson